# Beresina (Dnepr, Smolensk)
Die Beresina (russisch Березина, in Russland) oder Bjaresina (belarussisch Бярэзіна in Belarus) ist ein rechter Nebenfluss des oberen Dnepr in Belarus und Russland.
Sie entspringt nahe dem belarussischen Dorf Malkawa in der Wizebskaja Woblasz. Von ihren 63 km Gesamtlänge liegen 6 km auf belarussischem Gebiet und der Rest auf russischem Territorium in der Oblast Smolensk. Sie durchfließt die Rajons Rudnjanski und Krasninski in überwiegend ostsüdöstlicher Richtung. Schließlich mündet die Beresina nahe dem Dorf Gussino in den Dnepr.
Der Fluss ist nicht zu verwechseln mit der Bjaresina in Belarus, die unter ihrem ebenfalls Beresina lautenden russischen Namen durch die bei Borissow gefochtene Schlacht an der Beresina bekannt wurde, bei der Napoleons Truppen im Russlandfeldzug 1812 zwar schwer geschlagen wurden, aber in ihrem verbliebenen Kern erhalten blieben und auch Napoleon selbst entkommen konnte. Die Bjaresina fließt weiter westlich und mündet gut 200 km flussabwärts in den Dnepr.